# Rhizopsammia minuta
Rhizopsammia minuta är en korallart som beskrevs av van der Horst 1922. Rhizopsammia minuta ingår i släktet Rhizopsammia och familjen Dendrophylliidae. Inga underarter finns listade i Catalogue of Life.